# هاسمیک کاراپتیان
هاسمیک کاراپتیان (انگلیسی: Hasmik Karapetyan؛ زادهٔ ۴ ژوئیهٔ ۱۹۷۷) خواننده، ترانه‌پرداز، نوازنده پیانو اهل ارمنستان است. او خوانندگی را از ۱۳ سالگی شروع کرد. وی از سال ۱۹۹۵ میلادی تاکنون مشغول فعالیت بوده‌است.
دیسکوگرافی
- باران (۲۰۰۰)
- دنیای عجیب (۲۰۰۴)
- روح من (۲۰۰۵)
- ماه کامل (۲۰۱۰)